# Nicolas Raimarus Ursus
Pour les articles homonymes, voir Ursus (homonymie).

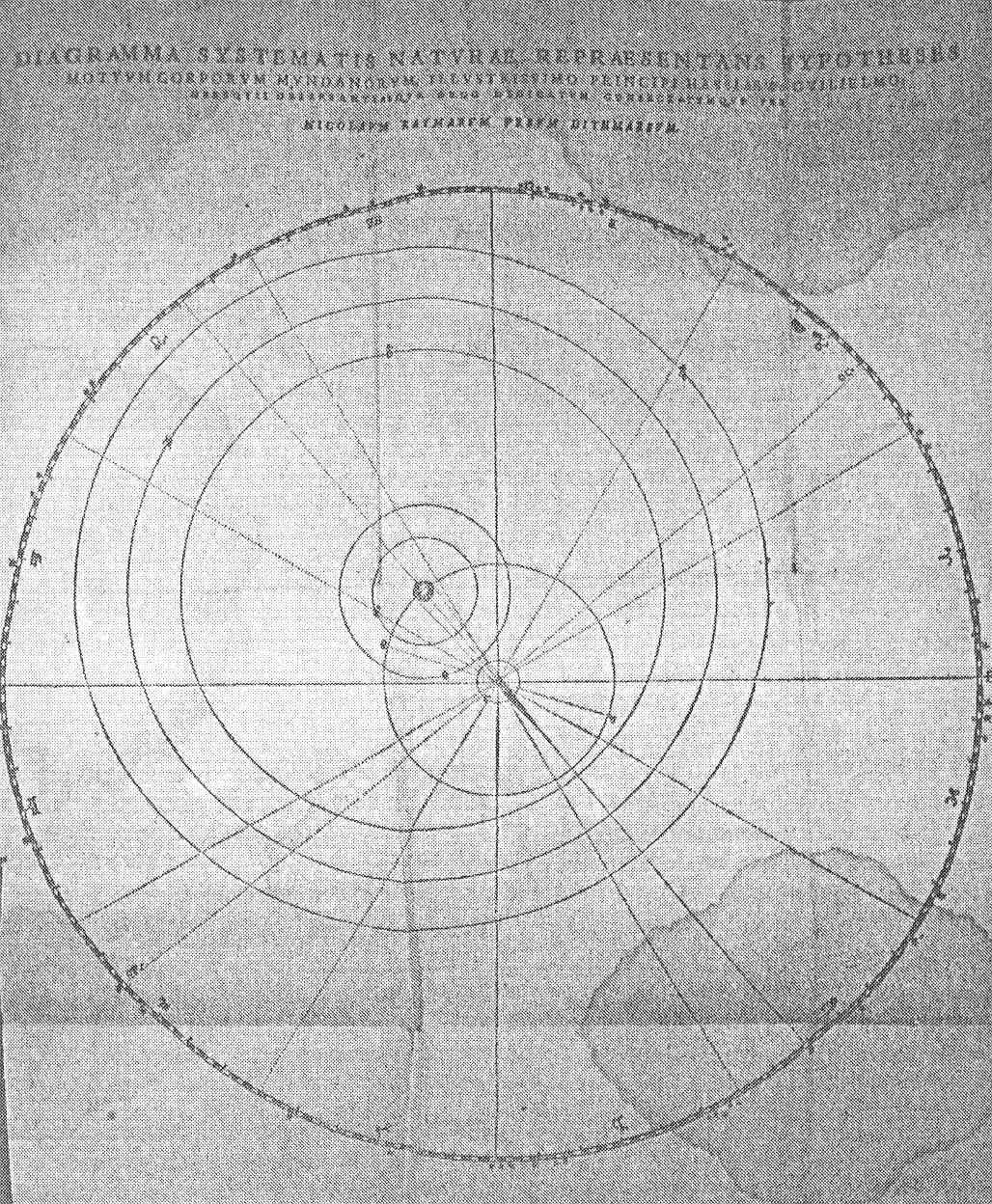
Nicolas Raimarus modèle planétaire 1588

Nicolas Reymers, latinisé Raimarus Dithmarsus en raison de son lieu de naissance (né le 2 février 1551 à Hennstedt (Dithmarse) en Allemagne - meurt le 15 août 1600 à Prague), auteur de quelques ouvrages d'astronomie, fut astrologue impérial de l’Empereur Rodolphe II du Saint-Empire de 1591 à 1600. Il a été aussi connu sous le nom d’Ursus (Ours).

## Ascension sociale
Il fut porcher pendant sa jeunesse et ne commença à apprendre à lire qu’à l’âge de 18 ans. Il s'appliqua ensuite en autodidacte à l'étude du latin et du grec. Il apprit aussi la langue française, les mathématiques, l'astronomie, et les autres parties de la philosophie, la plupart sans le secours d'aucun maître. 
Heinrich Rantzau, lieutenant général du Schleswig-Holstein fut le premier protecteur de Reymers ; il l'employa comme arpenteur de 1574 à 1584, fonction qui laissait à Reymers suffisamment de temps pour l'étude ; ce dernier put ainsi faire paraître en 1583 un traité intitulé Geodæsia Ranzoviana en hommage à son bienfaiteur. En 1584, Rantzau lui fit rencontrer son ami, l’astronome Tycho Brahe sur son île de Ven dans la baie d’Öresund face à Landskrona. Reymers emploie pour la première fois son surnom d’Ursus (« ours » en latin) dans son Fundamentum Astronomicum (1588). Cantor, dans l’Allgemeine Deutsche Biografie, présume que le surnom faisait allusion au manières grossières d'un ours du Nord, ce qui contredit plutôt le perfectionnement qu'il poursuivit dès sa jeunesse. « Ursus » renvoie plus vraisemblablement au patronyme Baren plutôt répandu dans la province de la Dithmarse.
En 1586-87, Reymers fut au service du landgrave Guillaume IV de Hesse à Cassel, et il y côtoya le fabricant d'instruments de mathématiques Jost Bürgi (1552-1632). La similitude de parcours (Bürgi déchiffrait à peine le latin), rapprocha ces deux hommes. C'est ainsi que Reymers traduisit pour Bürgi en haut allemand le De Revolutionibus Orbium Cœlestium de Copernic, version parvenue jusqu'à nous sous le nom de « manuscrit de Graz,, ». Ce manuscrit passe généralement pour la première traduction en allemand du chef-d'œuvre de Copernic, avec trois siècles d'avance sur celle de Menzer (1879).
De 1587 à 1591, Reymers enseigna les mathématiques à l'université de Strasbourg et y fit la connaissance de l'ancien professeur de Bürgi, Conrad Dasypodius. Ses prétentions à avoir découvert la quadrature du cercle furent combattues par Adrien Romain.
Enfin en 1591 il fut appelé comme astrologue à la cour l’empereur Rodolphe II à Prague, avec en outre la tenure de la chaire de mathématiques à l'Université de Prague. Reymers conserva sa position à la cour jusque peu de temps avant sa mort et refusa d'en démissionner même après les accusations de plagiat lancées contre lui par Brahe. Il mourut de tuberculose le 15 août 1600 et fut inhumé le lendemain dans la chapelle de Bethlehem à Prague. Sa charge d'astrologue impérial fut reprise successivement par Tycho Brahe puis Johannes Kepler.

## Œuvres
En 1597, Nicolas Raimarus Ursus publia à Prague un écrit intitulé : De hypothesibus astronomicis, où il soutenait, en les exagérant, les opinions d’Osiander ; trois ans plus tard, donc en 1600 ou 1601, Kepler répond par l’écrit suivant : JOANNIS KEPLERI Apologia Tychonis contra Nicolaum Raymarum Ursum ; cet écrit, demeuré en manuscrit et fort incomplet, ne fut publié qu’en 1858. Cet ouvrage contient de vives réfutations des idées d’Osiander.
- “Grammatica Ranzoviana", 1580.
- "Geodaesia Ranzoviana", Leipzig 1583.
- "Fundamentum Astronomicum", Strasbourg 1588.
- "Metamorphosis Logicae", Strasbourg 1589.
- "Croius Puer Carmen Gratulatorium", Strasbourg 1589.
- "Parentatio Iacobi Curtii", Prag 1594.
- "De Astronomicis Hypothesibus", Prag 1597.
- "Chronotheatron", Prag 1597.
- "Demonstratio Hipotheses Motuum Coelestium", Prag.
- "Arithmetica Analytica", Frankfurt/Oder 1601.
- "Chronologische Beweisung", Nürnberg 1606; Schleswig 1666.

## Référence
1. ↑  Ursus
2. ↑  Georg Ludwig Frobenius rapporte les circonstances d'une seconde visite faite à Tycho par l'intermédiaire de Rantzau.
3. ↑  Allgemeine Deutsche Biografie, vol. 27, pp. 179 et suiv.
4. ↑  Entrée n°560 du catalogue en ligne de l'Université de Graz
5. ↑  Œuvres de Nicolas Copernic: De revolutionibus: première traduction vernaculaire dans le manuscrit de Graz
6. ↑  Jürgen Hamel: Die astronomischen Forschungen in Kassel unter Wilhelm IV. Mit einer wissenschaftlichen Teiledition der Übersetzung des Hauptwerkes von Copernicus 1586 (Acta Historica Astronomiae ; Vol. 2) Thun ; Francfort-sur-le-Main : Deutsch, 1998; 2e éd. corr. 2002, 175 p.,  (ISBN 3-8171-1569-5) (1re éd.), 3-8171-1690-X (2e éd.), Abb., 15 x 21 cm, cartonée. Table des matières : HTML PDF
7. ↑  Christian Frisch, JOANNIS KEPLERI astronomi Opera omnia, vol. I, Francfort-sur-le-Main et Erlangen, 1858, p. 215.
8. ↑  La théorie physique, son objet, sa structure (1906) Pierre Duhem